# Yuko Morimoto
Yuko Morimoto (森本 ゆう子 Morimoto Yuko?), är en japansk tidigare fotbollsspelare.
Yuko Morimoto debuterade för japans landslag den 6 december 1993 i en 15–0-vinst över Filippinerna. Hon spelade 10 landskamper för det japanska landslaget. Hon deltog bland annat i Asiatiska mästerskapet i fotboll för damer 1993 och 1997.